# Свислочь (футбольный клуб)
Свислочь — белорусский футбольный клуб из одноимённого города. Выступает во Второй лиге Беларуси.

## История
Футбольный клуб основан в 2021 году и первоначально выступал в чемпионате Гродненской области. В своём дебютном сезоне во Второй лиге Беларуси команда занимает 9 место по итогам сезона. Также в этом сезоне «Свислочь» потерпел крупное поражение от команды «Цементник» со счётом 9:0. А уже в 2022 году команда занимает 2 место по итогам таблицы, после чего играет в стыковых матчах за повышение в Первую лигу Беларуси, но там терпят не удачу. После чего в матча за 5-8 место терпят крупное поражение от «Стэнлес» 14:0. А также в этом сезоне команда из города Свислочь играет в кубке Беларуси, где доходит до 2 раунда, но проигрывает пинской «Волна» со счётом 9:0.